# In this Corner of the World
In this Corner of the World (japanisch この世界の片隅に Kono Sekai no Katasumi ni) ist ein japanischer Anime-Film aus dem Jahr 2016 basierend auf dem gleichnamigen Manga von Fumiyo Kōno. Er erzählt die Geschichte einer jungen Frau, die in den Wirren des Zweiten Weltkriegs ihr Leben meistert. Er wurde mit mehreren Preisen ausgezeichnet.
In Deutschland wurde der Film erstmals 2017 bei Universum Anime mit Synchronisation und Untertiteln in deutscher Sprache vertrieben.
Ende 2019 startete in Japan die um etwa 40 Minuten erweiterte Fassung In This Corner (and Other Corners) of the World (japanisch この世界の（さらにいくつもの）片隅に Kono Sekai no (Sara ni Ikutsumono) Katasumi ni) in den Kinos, die Ende 2024 bei Crunchyroll mit deutschen Untertiteln als Online-Stream erschien.

## Handlung
Die junge, aus Hiroshima stammende, Suzu Urano wird während des Zweiten Weltkriegs mit dem jungen Marineangestellten Shūsaku Hōjō verheiratet und muss nun mit ihrer neuen Familie und dem Leben in der Stadt Kure zurechtkommen. Dabei rückt der Krieg immer näher. Die Luftangriffe auf die Stadt werden immer intensiver und die Entbehrungen im alltäglichen Leben zahlreicher. Auch bleibt ihre Familie von Opfern nicht verschont, was in dem Atombombenabwurf auf Hiroshima gipfelt.

## Synchronisation
| Rolle           | japanischer Sprecher (Seiyū) | deutscher Sprecher |
| --------------- | ---------------------------- | ------------------ |
| Suzu Urano/Hōjō | Non                          | Luisa Wietzorek    |
| Shūsaku Hōjō    | Yoshimasa Hosoya             | Tobias Nath        |
| San Hōjō        | Mayumi Shintani              | Denise Gorzelanny  |
| Entarō Hōjō     | Shigeru Ushiyama             | Hans Hohlbein      |
| Keiko Kuromura  | Minori Omi                   | Rubina Kuraoka     |
| Harumi Kuromura | Natsuki Inaba                | Nina Schatton      |
| Tetsu Mizuhara  | Daisuke Ono                  | Daniel Schütter    |

## Auszeichnungen
Der Film gewann dutzende Preise, darunter im Jahr 2017 der Japanese Academy Award in der Kategorie Bester Animationsfilm, den Ōfuji-Noburō-Preis, den Jurypreis auf dem Festival d’Animation Annecy, den Hiroshima Peace Film Award, sowie 2018 den Preis als Bester Animationsfilm der Tokyo Anime Awards und dem Japan Media Arts Festival.